# María Mera
María Mera Constenla (Boqueixón, La Coruña, Galicia; 10 de agosto de 1986) es una actriz española, reconocida principalmente por sus actuaciones en las series Matalobos (2009) y El sabor de las margaritas (2018).

## Carrera
Mera cursó una carrera como actriz en la Escuela de Teatro de Santiago de Compostela. Tras una pequeña aparición en la serie Libro de familia, Mera logró reconocimiento en Galicia interpretando el papel de Vanessa Viaño Ugarte en la serie Matalobos entre 2009 y 2013. En 2015 apareció en la película El desconocido interpretando el papel de Julia y en 2018 encarnó a Rosa Vargas, una teniente de la Guardia Civil novata, en la serie de televisión El sabor de las margaritas.

## Filmografía

### Cine
| Año  | Título                           | Personaje  | Director         |
| ---- | -------------------------------- | ---------- | ---------------- |
| 2015 | Sicarivs: La noche y el silencio |            | Javier Muñoz     |
| 2015 | El desconocido                   | Julia      | Dani de la Torre |
| 2016 | Julieta                          |            | Pedro Almodóvar  |
| 2023 | Infiesto                         | Lidia Vega | Patxi Amezcúa    |

### Televisión
| Año         | Título                 | Personaje              | Cadena               | Notas                           |
| ----------- | ---------------------- | ---------------------- | -------------------- | ------------------------------- |
| 2007 - 2008 | Arre demo              |                        | TVG                  |                                 |
| 2009 - 2013 | Matalobos              | Vanessa Viaño Ugarte   | TVG                  | 86 episodios                    |
| 2011        | Outro máis             |                        | TVG                  | Película para televisión        |
| 2014        | Vive Cantando          | Sara                   | Antena 3             | 1 episodio                      |
| 2013 - 2015 | O Faro                 | Patricia               | TVG                  | Elenco principal; 242 episodios |
| 2016 - 2017 | Dalia, a modista       | Dalia                  | TVG                  | Elenco principal; 4 episodios   |
| 2017        | El final del camino    | Adela de Normandía     | TVE / TVG            | 1 episodio                      |
| 2017        | TAC                    | Vera Dávila            | TVG                  | Elenco principal; 7 episodios   |
| 2018        | Traición               | Laura                  | TVE                  | 1 episodio                      |
| 2018 - 2020 | O sabor das margaridas | Eva Mayo / Rosa Vargas | TVG / Netflix        | Elenco principal; 12 episodios  |
| 2021        | 3 caminos              | Amiga Raquel           | Prime Video          | 2 episodios                     |
| 2023        | Motel Valkirias        | Lucía Veiga            | HBO Max / TVG / RTP1 | Elenco principal; 8 episodios   |
| 2023        | Faro. O Reencontro     | Patricia               | TVG                  | Elenco principal; 10 episodios  |
| 2024        | Ghuasapp               | Rosa                   | TVG                  | Elenco principal; 30 episodios  |
| 2024        | Rapa                   | Doctora                | Movistar +           | 2 episodios                     |

### Programas
| Año         | Título                               | Cadena | Notas                    |
| ----------- | ------------------------------------ | ------ | ------------------------ |
| 2008 - 2009 | Acompáñenos                          | TVG    | Reportera y colaboradora |
| 2009        | Criaturas                            | TVG    | Invitada                 |
| 2011        | Un mundo de nenos                    | TVG    | Presentadora             |
| 2012 - 2013 | Heicho cantar queridiña              | TVG    | Invitada                 |
| 2012        | O clan dos impostores                | TVG    | Invitada                 |
| 2012        | A solaina                            | TVG    | Invitada                 |
| 2012 - 2022 | Luar                                 | TVG    | Presentadora, invitada   |
| 2012        | Tourilandia                          | TVG    | Invitada                 |
| 2013        | Como o da casa non hai               | TVG    | Presentadora             |
| 2014        | Desexos cumpridos                    | TVG    | Invitada                 |
| 2018        | Benvido 2019                         | TVG    | Presentadora             |
| 2020 - 2021 | Bamboleo                             | TVG    | Presentadora             |
| 2021        | Os mellores da clase                 | TVG    | Presentadora             |
| 2022 - 2023 | Carballeira                          | TVG    | Presentadora y reportera |
| 2023 - 2024 | A Liga dos Cantantes Extraordinarios | TVG    | Presentadora             |
| 2023        | Lixo ou tesouro                      | TVG    | Presentadora             |
| 2024        | Noite xigante                        | TVG    | Presentadora             |

### Teatro
| Año         | Título                         | Personaje | Notas          |
| ----------- | ------------------------------ | --------- | -------------- |
| 2007        | La extraña pareja              |           | Coprotagonista |
| 2007        | La señorita Julia              | Julia     | Protagonista   |
| 2009        | Onde vai o cabalo de Santiago? |           | Protagonista   |
| 2010        | A tecedeira de Bonaval         |           | Protagonista   |
| 2010 - 2011 | Salomé                         | Salomé    | Protagonista   |